# Fortuna:Liga 2021/2022
FORTUNA:LIGA 2021/22 je 29. ročník nejvyšší české fotbalové soutěže. Soutěž hraje 16 týmů, oproti minulému ročníku tedy počet klesl o dva. Po čtyřech letech se do ligy vrátil klub FC Hradec Králové. Titul získal tým  FC Viktoria Plzeň . Po roční odmlce by se měla vrátit i nadstavba. Vzhledem ke snížení počtu českých zástupců v Evropě se přistoupilo ke změně tzv. „prostřední“ nadstavbové skupiny, namísto boje o Evropu budou týmy na 7.–10. kole bojovat o nasazení do třetího kola MOL Cupu a odměnu v hodnotě jednoho milionu korun.

## Sezona

### Televizní práva
Ročník 2021/22 je součástí dlouholeté smlouvy s O2 TV, která platí od ročníku 2018/19, takže bude exkluzivně vysílán na tomto placeném kanále. Jelikož uběhla tříletá povinnost poskytnout jeden zápas volně šiřitelnému kanálu, Česká televize nejvyšší českou soutěž vysílat nebude. Před začátkem ročníku byl zahájen nákup práv na další dva ročníky Fortuna:Ligy – 2022/23, 2023/24. Práva získal opět kanál O2 TV, který tak bude exkluzivně vysílat ligu i tyto 2 ročníky.

### Covidová omezení
Vzhledem ke stále pokračující pandemii covidu-19 musela být omezena kapacita na stadionech. Od prvního kola bylo určeno následovně – stadiony s kapacitou do pěti tisíc mohou být vyprodány, pro stadiony s kapacitou pět až deset tisíc platí maximální počet pěti tisíc diváků, a pro stadiony nad 10 000 kapacity je možné naplnit stadion z 50 % za dodržení rozestupu nejméně jednoho sedadla. Od 1. srpna se ale pravidla změnila, a na stadiony mohlo sedm tisíc diváků. Speciální výjimku pak měla obdržet Slavia, které bylo podle jejího předsedy Jaroslava Tvrdíka povoleno naplnit 100 % kapacity, tedy přibližně dvacet tisíc diváků, podmínkou ovšem bylo ukončené očkování. Výjimka nakonec nebyla pouze pro Slavii, klubům bylo umožněno zaplnění celého stadionu, podmínkou však bylo, že maximálně tři tisíce návštěvníků může projít na negativní test na covid, zbytek kapacity může být zaplněn pouze očkovanými nebo těmi, kteří covid v posledních 180 dnech prodělali.
Koncem listopadu rozhodl Zlínský kraj o uzavření sportovních utkání pro diváky na dva týdny. O den později ale druhá vláda Andreje Babiše schválila nouzový stav, a s ním byla vyhlášena nová opatření, mj. omezení počtu fanoušků na sportovních utkáních, které bylo nastaveno na jeden tisíc.

## Týmy

### Stadiony a umístění
| Týmy                       | Stadiony                              | Kapacita |
| -------------------------- | ------------------------------------- | -------- |
| Bohemians Praha 1905       | Ďolíček                               | 6 300    |
| SK Dynamo České Budějovice | Fotbalový stadion Střelecký ostrov    | 6 681    |
| FC Hradec Králové          | Městský stadion Mladá Boleslav        | 5 000    |
| FK Jablonec                | Stadion Střelnice                     | 6 108    |
| MFK Karviná                | Městský stadion Karviná               | 4 833    |
| FC Slovan Liberec          | Stadion U Nisy                        | 9 900    |
| FK Mladá Boleslav          | Městský stadion Mladá Boleslav        | 5 000    |
| FC Viktoria Plzeň          | Doosan Arena                          | 11 700   |
| SK Sigma Olomouc           | Andrův stadion                        | 12 541   |
| FC Baník Ostrava           | Městský stadion v Ostravě-Vítkovicích | 15 123   |
| FK Pardubice               | Ďolíček                               | 6 300    |
| SK Slavia Praha            | Sinobo Stadium                        | 20 232   |
| 1. FC Slovácko             | MFS Miroslava Valenty                 | 8 000    |
| AC Sparta Praha            | Generali Česká pojišťovna Aréna       | 18 887   |
| FK Teplice                 | Stadion Na Stínadlech                 | 18 221   |
| FC Fastav Zlín             | Letná                                 | 5 898    |

### Trenéři a kapitáni
Poznámka: V kolonce Kapitán uvedeni všichni hráči, kteří nesli v utkáních kapitánskou pásku, v závorce uveden počet zápasů.
| Tým                        | Trenér                                                          | Kapitán |
| -------------------------- | --------------------------------------------------------------- | --- |
| Bohemians Praha 1905       | Luděk Klusáček                                                  | Josef Jindřišek (10) Martin Dostál (8) Daniel Krch (5)                                                                     |
| SK Dynamo České Budějovice | David Horejš                                                    | Martin Králik (22) Lukáš Havel (1)                                                                                         |
| FC Hradec Králové          | Miroslav Koubek                                                 | Adam Vlkanova (23) |
| FK Jablonec                | Petr Rada (1.–20., 22.–) 000 Jiří Vágner (21.)                  | Martin Doležal (11) Tomáš Hübschman (9) Jakub Považanec (2)                                                                |
| MFK Karviná                | Jozef Weber (1.–10.) Bohumil Páník (12.–) 000 Lubomír Vlk (11.) | Michal Papadopulos (17) Lukáš Bartošák (4) Martin Šindelář (2)                                                             |
| FC Slovan Liberec          | Pavel Hoftych (1.–5.) Miroslav Holeňák (6.) Luboš Kozel (7.–)   | Jan Mikula (22) |
| FK Mladá Boleslav          | Karel Jarolím (1.–22.) Pavel Hoftych (23.–)                     | Marek Matějovský (18) Marek Suchý (5)                                                                                      |
| SK Sigma Olomouc           | Václav Jílek                                                    | Roman Hubník (9) Vít Beneš (7) Radim Breite (7)                                                                            |
| FC Baník Ostrava           | Ondřej Smetana                                                  | Jan Laštůvka (13) Jiří Fleišman (9) Nemanja Kuzmanović (1)                                                                 |
| FK Pardubice               | Jiří Krejčí a Jaroslav Novotný                                  | Jan Jeřábek (16) Martin Toml (3) Kamil Vacek (2) Martin Šejvl (1)                                                          |
| FC Viktoria Plzeň          | Michal Bílek                                                    | Lukáš Hejda (18) Jakub Brabec (4) Luděk Pernica (1)                                                                        |
| SK Slavia Praha            | Jindřich Trpišovský                                             | Nicolae Stanciu (7) Jan Bořil (5) Ondřej Kúdela (3) Petr Ševčík (3) Stanislav Tecl (3) Ondřej Kolář (1) Ibrahim Traoré (1) |
| 1. FC Slovácko             | Martin Svědík (1.–4., 7.–) 000 Josef Mucha (5.–6.)              | Michal Kadlec (23) |
| AC Sparta Praha            | Pavel Vrba                                                      | David Pavelka (11) Bořek Dočkal (10) Ladislav Krejčí II (1)                                                                |
| FK Teplice                 | Radim Kučera (1.–9.) Jiří Jarošík (10.–)                        | Tomáš Grigar (16) Tomáš Vondrášek (4) Jakub Mareš (3)                                                                      |
| FC Fastav Zlín             | Jan Jelínek                                                     | Tomáš Poznar (18) Václav Procházka (3) Lukáš Vraštil (2)                                                                   |

#### Změny trenérů
| Tým                  | Končící trenér | Důvod                 | Datum      |        | Kolo         | Pozice       | Nový trenér     | Datum      |        |
| -------------------- | -------------- | --------------------- | ---------- | ------ | ------------ | ------------ | --------------- | ---------- | ------ |
| FC Hradec Králové    | Zdenko Frťala  | konec smlouvy         | —          |        | Před sezonou | Před sezonou | Miroslav Koubek | 1. června  | [ 17 ] |
| SK Sigma Olomouc     | Radoslav Látal | konec smlouvy         | —          | [ 18 ] | Před sezonou | Před sezonou | Václav Jílek    | 31. května | [ 19 ] |
| FC Slovan Liberec    | Pavel Hoftych  | neuspokojivé výsledky | 26. srpna  | [ 11 ] | 5.           | 16.          | Luboš Kozel     | 29. srpna  | [ 12 ] |
| FK Teplice           | Radim Kučera   | neuspokojivé výsledky | 26. září   | [ 15 ] | 9.           | 15.          | Jiří Jarošík    | 28. září   | [ 16 ] |
| MFK Karviná          | Jozef Weber    | neuspokojivé výsledky | 6. října   | [ 8 ]  | 10.          | 16.          | Bohumil Páník   | 7. října   | [ 9 ]  |
| FK Mladá Boleslav    | Karel Jarolím  | neuspokojivé výsledky | 23. února  | [ 13 ] | 22.          | 6.           | Pavel Hoftych   | 23. února  | [ 13 ] |
| Bohemians Praha 1905 | Luděk Klusáček | vzájemná dohoda       | 21. března | [ 20 ] | 26.          | 13.          | Jaroslav Veselý | 21. března | [ 20 ] |
| FC Baník Ostrava     | Ondřej Smetana | neuspokojivé výsledky | 12. dubna  | [ 21 ] | 26.          | 5.           | Tomáš Galásek   | 12. dubna  | [ 21 ] |
| FK Jablonec          | Petr Rada      | vzájemná dohoda       | 25. dubna  | [ 22 ] | 31.          | 15.          | Jiří Vágner     | 25. dubna  | [ 22 ] |
| AC Sparta Praha      | Pavel Vrba     | neuspokojivé výsledky | 9. května  | [ 23 ] | 33.          | 3.           | Michal Horňák   | 9. května  | [ 23 ] |

## Základní část

### Tabulka
| Poř. | Tým                        | Z  | V  | R  | P  | VG | OG | B  |
| ---- | -------------------------- | -- | -- | -- | -- | -- | -- | -- |
| 1.   | SK Slavia Praha (C)        | 30 | 23 | 4  | 3  | 71 | 19 | 73 |
| 2.   | FC Viktoria Plzeň          | 30 | 22 | 6  | 2  | 53 | 19 | 72 |
| 3.   | AC Sparta Praha            | 30 | 20 | 6  | 4  | 65 | 32 | 66 |
| 4.   | 1. FC Slovácko             | 30 | 18 | 5  | 7  | 50 | 30 | 59 |
| 5.   | FC Baník Ostrava           | 30 | 14 | 9  | 7  | 54 | 39 | 51 |
| 6.   | FC Hradec Králové (N)      | 30 | 9  | 13 | 8  | 38 | 40 | 40 |
| 7.   | FK Mladá Boleslav          | 30 | 11 | 5  | 14 | 45 | 48 | 38 |
| 8.   | FC Slovan Liberec          | 30 | 10 | 7  | 13 | 29 | 38 | 37 |
| 9.   | SK Sigma Olomouc           | 30 | 9  | 10 | 11 | 39 | 37 | 37 |
| 10.  | SK Dynamo České Budějovice | 30 | 9  | 9  | 12 | 40 | 46 | 36 |
| 11.  | FC Fastav Zlín             | 30 | 8  | 6  | 16 | 36 | 53 | 30 |
| 12.  | FK Teplice                 | 30 | 8  | 3  | 19 | 29 | 49 | 27 |
| 13.  | FK Jablonec                | 30 | 4  | 14 | 12 | 22 | 45 | 26 |
| 14.  | Bohemians Praha 1905       | 30 | 6  | 8  | 16 | 34 | 56 | 26 |
| 15.  | FK Pardubice               | 30 | 5  | 9  | 16 | 35 | 67 | 24 |
| 16.  | MFK Karviná                | 30 | 3  | 8  | 19 | 30 | 52 | 17 |

Poznámky:
- Z = Odehrané zápasy; V = Vítězství; R = Remízy; P = Prohry; VG = Vstřelené góly; OG = Obdržené góly; B = Body
- (N) = nováček (předchozí sezónu hrál nižší soutěž a postoupil), (C) = obhájce titulu

|  | Postup do nadstavbové skupiny o titul                        |
|  | Postup do nadstavbové skupiny o nasazení do 3. kola MOL Cupu |
|  | Sestup do nadstavbové skupiny o sestup                       |

### Pořadí po jednotlivých kolech
Při shodném počtu bodů a skóre mohou být kluby umístěny na stejném místě v průběhu soutěže (zejména zpočátku), v závěru platí v případě rovnosti bodů a skóre dodatečná kritéria, která rozhodují o konečném pořadí.
| Klub / kolo      | 1      | 2  | 3  | 4  | 5  | 6  | 7  | 8  | 9  | 10 | 11 | 12 | 13 | 14 | 15 | 16 | 17 | 18 | 19 | 20 | 21 | 22 | 23 | 24 | 25 | 26 | 27 | 28 | 29 | 30 |   |
| ---------------- | ------ | -- | -- | -- | -- | -- | -- | -- | -- | -- | -- | -- | -- | -- | -- | -- | -- | -- | -- | -- | -- | -- | -- | -- | -- | -- | -- | -- | -- | -- | - |
| Klub / kolo      | Slavia | 3  | 2  | 4  | 4  | 3  | 3  | 3  | 2  | 2  | 3  | 3  | 2  | 2  | 1  | 1  | 1  | 1  | 1  | 1  | 2  | 1  | 1  | 1  | 1  | 2  | 2  | 2  | 1  | 1  | 1 |
| Plzeň            | 2      | 3  | 2  | 1  | 1  | 2  | 1  | 1  | 1  | 1  | 1  | 1  | 1  | 2  | 3  | 2  | 2  | 2  | 2  | 1  | 2  | 2  | 2  | 2  | 1  | 1  | 1  | 2  | 2  | 2  |   |
| Sparta           | 1      | 1  | 1  | 2  | 2  | 1  | 2  | 3  | 3  | 2  | 2  | 2  | 4  | 3  | 4  | 3  | 3  | 3  | 3  | 3  | 3  | 3  | 3  | 3  | 3  | 3  | 3  | 3  | 3  | 3  |   |
| Slovácko         | 3      | 4  | 5  | 5  | 4  | 4  | 5  | 5  | 5  | 5  | 4  | 4  | 3  | 4  | 2  | 4  | 4  | 4  | 4  | 5  | 5  | 5  | 5  | 5  | 5  | 4  | 4  | 4  | 4  | 4  |   |
| Ostrava          | 13     | 5  | 3  | 3  | 5  | 5  | 4  | 4  | 4  | 4  | 5  | 5  | 5  | 5  | 5  | 5  | 5  | 5  | 5  | 4  | 4  | 4  | 4  | 4  | 4  | 5  | 5  | 5  | 5  | 5  |   |
| Hradec Králové   | 9      | 11 | 9  | 12 | 13 | 11 | 8  | 7  | 7  | 8  | 7  | 6  | 6  | 6  | 6  | 6  | 6  | 6  | 7  | 8  | 8  | 7  | 8  | 9  | 9  | 6  | 6  | 6  | 6  | 6  |   |
| Mladá Boleslav   | 12     | 6  | 6  | 8  | 7  | 8  | 10 | 11 | 12 | 10 | 8  | 9  | 7  | 8  | 7  | 7  | 7  | 8  | 6  | 6  | 7  | 6  | 7  | 6  | 8  | 10 | 10 | 7  | 7  | 7  |   |
| Liberec          | 13     | 16 | 15 | 16 | 16 | 16 | 16 | 14 | 13 | 13 | 13 | 11 | 10 | 10 | 8  | 10 | 8  | 9  | 9  | 9  | 10 | 10 | 10 | 7  | 6  | 8  | 9  | 9  | 8  | 8  |   |
| Olomouc          | 11     | 7  | 8  | 7  | 6  | 6  | 6  | 6  | 6  | 6  | 6  | 7  | 8  | 9  | 9  | 8  | 9  | 10 | 10 | 10 | 9  | 9  | 9  | 10 | 10 | 7  | 7  | 8  | 10 | 9  |   |
| České Budějovice | 3      | 8  | 11 | 9  | 8  | 9  | 12 | 12 | 8  | 7  | 9  | 8  | 9  | 7  | 10 | 9  | 10 | 7  | 8  | 7  | 6  | 8  | 6  | 8  | 7  | 9  | 8  | 10 | 9  | 10 |   |
| Zlín             | 13     | 15 | 10 | 6  | 9  | 7  | 9  | 10 | 11 | 12 | 12 | 13 | 11 | 11 | 12 | 12 | 13 | 11 | 11 | 11 | 11 | 11 | 11 | 11 | 11 | 11 | 11 | 11 | 11 | 11 |   |
| Teplice          | 13     | 14 | 16 | 13 | 14 | 15 | 15 | 16 | 15 | 15 | 15 | 15 | 15 | 16 | 16 | 16 | 15 | 15 | 15 | 15 | 14 | 13 | 12 | 14 | 14 | 14 | 13 | 14 | 14 | 12 |   |
| Jablonec         | 3      | 9  | 7  | 10 | 11 | 13 | 11 | 9  | 10 | 11 | 11 | 12 | 13 | 12 | 13 | 13 | 12 | 13 | 14 | 12 | 13 | 14 | 13 | 12 | 13 | 12 | 12 | 12 | 12 | 13 |   |
| Bohemians        | 9      | 13 | 13 | 11 | 12 | 10 | 7  | 8  | 9  | 9  | 10 | 10 | 12 | 13 | 11 | 11 | 11 | 12 | 12 | 13 | 12 | 12 | 14 | 13 | 12 | 13 | 14 | 13 | 13 | 14 |   |
| Pardubice        | 7      | 12 | 12 | 14 | 10 | 12 | 13 | 13 | 14 | 14 | 14 | 14 | 14 | 14 | 14 | 14 | 14 | 14 | 13 | 14 | 15 | 15 | 15 | 15 | 15 | 15 | 15 | 15 | 15 | 15 |   |
| Karviná          | 7      | 10 | 14 | 15 | 15 | 14 | 14 | 15 | 16 | 16 | 16 | 16 | 16 | 15 | 15 | 15 | 16 | 16 | 16 | 16 | 16 | 16 | 16 | 16 | 16 | 16 | 16 | 16 | 16 | 16 |   |

### Křížová tabulka
| Domácí \ Hosté | BOH | CBU | HKR | JAB | KAR | LIB | MLB | OLO | OST | PCE | PLZ | SLA | SLO | SPA | TEP | ZLN |
| Bohemians      |     | 3–1 |     | 1–2 | 3–0 |     |     | 2–0 | 0–2 | 1–2 | 1–2 | 1–5 |     | 1–1 | 4–2 | 1–0 |
| Č. Budějovice  |     |     | 0–1 |     | 3–1 | 1–0 | 2–1 | 2–1 | 1–3 | 3–1 | 0–1 | 2–2 | 3–2 | 0–0 | 1–0 |     |
| Hradec Kr.     | 1–1 | 2–2 |     | 2–2 | 1–0 | 1–1 |     |     | 1–1 | 2–0 | 1–0 | 1–5 | 2–2 | 0–1 | 3–0 |     |
| Jablonec       | 2–2 | 2–2 |     |     | 1–0 | 0–1 | 0–1 | 1–0 | 1–0 | 1–1 |     |     | 1–1 |     | 0–2 |     |
| Karviná        |     | 2–2 | 1–1 | 1–1 |     | 1–2 | 0–1 |     | 1–2 |     | 0–1 | 3–3 | 2–2 | 1–2 | 1–1 | 2–3 |
| Liberec        | 2–1 | 0–0 | 1–0 | 1–1 |     |     | 2–1 | 2–0 | 0–2 |     | 0–1 |     | 0–1 | 0–5 |     | 0–1 |
| Ml. Boleslav   | 4–1 |     | 3–2 | 3–0 |     | 3–3 |     | 3–3 | 2–3 | 2–3 |     | 0–2 | 3–5 |     | 3–1 | 1–0 |
| Olomouc        |     | 3–3 | 2–2 | 4–0 | 2–0 |     | 2–1 |     | 1–1 | 3–2 |     | 0–1 | 0–3 |     | 0–0 | 1–1 |
| Ostrava        | 4–1 | 4–1 |     |     |     |     | 1–0 | 1–0 |     | 3–1 | 2–2 | 3–3 | 1–2 | 2–2 | 2–4 | 5–1 |
| Pardubice      | 3–0 |     | 0–0 |     | 2–2 | 2–2 | 1–1 | 1–5 | 0–3 |     | 0–1 | 0–5 | 0–0 | 2–4 |     | 0–0 |
| Plzeň          | 6–0 | 2–1 | 1–0 | 5–0 | 2–0 | 2–0 | 2–1 | 0–0 |     | 4–0 |     |     | 2–1 | 3–2 |     | 2–1 |
| Slavia         | 1–0 |     | 4–1 | 5–0 | 0–1 | 3–1 | 2–0 | 1–0 | 4–0 |     | 2–0 |     | 2–1 |     | 3–0 |     |
| Slovácko       | 1–0 | 1–0 | 1–0 | 2–1 |     |     | 2–1 |     |     | 2–1 | 1–2 | 0–1 |     | 4–0 | 3–2 | 3–0 |
| Sparta         | 5–1 | 1–0 | 4–0 | 1–1 | 2–0 | 2–1 | 1–0 | 3–2 |     |     | 2–2 | 1–0 |     |     | 4–2 | 2–0 |
| Teplice        | 1–0 |     |     | 1–0 | 1–0 | 1–2 | 0–1 | 0–0 | 1–2 | 1–2 | 0–1 | 1–3 |     |     |     | 4–1 |
| Zlín           | 1–3 | 2–0 | 2–3 | 0–0 | 2–1 | 2–0 |     | 1–4 | 2–2 |     |     | 0–1 | 1–0 | 2–5 | 3–0 |     |

Aktualizováno po zápasech hraných 27. února 2022
Zdroj: 

Vysvětlivky
1. ↑  Domácí tým je uveden v levém sloupci

Barvy: Modrá = výhra domácích; Žlutá = remíza; Červená = výhra hostů

## Nadstavbové skupiny
Kluby se na základě umístění po třiceti kolech rozdělily do tří skupin.
Pravidla pro určení pořadí ve skupinách o titul a o záchranu (konečného pořadí) v případě shodného počtu bodů více družstev po odehrání základní i nadstavbové části:
1. Vyšší počet bodů získaný v základní části
2. Vyšší počet bodů získaný ve vzájemných utkáních v základní části
3. Brankový rozdíl ze vzájemných utkání v základní části
4. Vyšší počet vstřelených branek ve vzájemných utkáních v základní části
5. Vyšší brankový rozdíl ze všech utkání v celé soutěži (včetně nadstavbové části)
6. Vyšší počet vstřelených branek v celé soutěži (včetně nadstavbové části)
7. Vyšší umístění v soutěži Fair – play
8. Los

### Skupina o titul
Klubům zůstává celkový počet dosažených bodů v základní části. Hraje se systémem každý s každým jednokolově. Kluby umístěné v tabulce základní části na 1.–3. místě hrají tři utkání na domácím stadionu, kluby umístěné v tabulce základní části na 4.–6. místě hrají dvě utkání na domácím stadionu.
Tabulka nadstavbové části – skupina o titul
| Poř. | Tým               | Z  | V  | R  | P  | VG | OG | B  |
| ---- | ----------------- | -- | -- | -- | -- | -- | -- | -- |
| 1.   | FC Viktoria Plzeň | 35 | 26 | 7  | 2  | 63 | 21 | 85 |
| 2.   | SK Slavia Praha   | 35 | 24 | 6  | 5  | 80 | 27 | 78 |
| 3.   | AC Sparta Praha   | 35 | 22 | 7  | 6  | 72 | 40 | 73 |
| 4.   | 1. FC Slovácko    | 35 | 21 | 5  | 9  | 59 | 38 | 68 |
| 5.   | FC Baník Ostrava  | 35 | 15 | 10 | 10 | 60 | 48 | 55 |
| 6.   | FC Hradec Králové | 35 | 10 | 14 | 11 | 44 | 52 | 44 |

|  | Postup do 2. předkola Ligy mistrů UEFA 2022/23                    |
|  | Postup do 2. předkola Evropské konferenční ligy ligy UEFA 2022/23 |
|  | Postup do 3. předkola Evropské ligy UEFA 2022/23                  |

Křížová tabulka nadstavbové části skupiny o titul
| Domácí/hosté   | Plzeň | Slavia | Sparta | Slovácko | Ostrava | Hradec Králové |
| -------------- | ----- | ------ | ------ | -------- | ------- | -------------- |
| Plzeň          | ×     | —      | 3-0    | 3-1      | 1-0     | —              |
| Slavia         | 1-1   | ×      | 1-2    | 3-0      | —       | —              |
| Sparta         | —     | —      | ×      | 1-2      | 3-1     | 1-1            |
| Slovácko       | —     | —      | —      | ×        | 3-1     | 3-0            |
| Ostrava        | —     | 1-1    | —      | —        | ×       | 3-1            |
| Hradec Králové | 0-2   | 4-3    | —      | —        | —       | ×              |

### Skupina o umístění
Hraje se vyřazovacím způsobem na dvě utkání – klub umístěný v tabulce základní části na 7. místě proti klubu na 10. místě a klub umístěný v tabulce základní části na 8. místě proti klubu na 9. místě. První utkání se hrají na stadionu klubu, který se v tabulce základní části umístil níže. Vítězná družstva do finále soutěže. Vítězné družstvo „finálového dvojutkání“ z Mladé Bolselavi získalo nasazení do třetího kola MOL Cupu a bonus v podobě jednoho milionu korun.
|  | semifinále skupiny o účast v Evropské lize | semifinále skupiny o účast v Evropské lize | semifinále skupiny o účast v Evropské lize | semifinále skupiny o účast v Evropské lize | semifinále skupiny o účast v Evropské lize |   |    | finále skupiny o účast v Evropské lize | finále skupiny o účast v Evropské lize | finále skupiny o účast v Evropské lize | finále skupiny o účast v Evropské lize | finále skupiny o účast v Evropské lize |
|  |                                            |                                            |                                            |                                            |                                            |   |    |                                        |                                        |                                        |                                        |                                        |
|  | 7.                                         | Mladá Boleslav                             | 3                                          | 1                                          | 4                                          |   |    |                                        |                                        |                                        |                                        |                                        |
|  | 10.                                        | České Budějovice                           | 2                                          | 0                                          | 2                                          |   |    |                                        |                                        |                                        |                                        |                                        |
|  |                                            |                                            |                                            |                                            |                                            |   | 7. | Mladá Boleslav                         | 2                                      | 2                                      | 4                                      |                                        |
|  |                                            | 9.                                         | Olomouc                                    | 1                                          | 2                                          | 3 |    |                                        |                                        |                                        |                                        |                                        |
|  | 8.                                         | Liberec                                    | 0                                          | 0                                          | 0                                          |   |    |                                        |                                        |                                        |                                        |                                        |
|  | 9.                                         | Olomouc                                    | 1                                          | 2                                          | 3                                          |   |    |                                        |                                        |                                        |                                        |                                        |

### Skupina o záchranu
Hraje se systémem každý s každým jednokolově. Kluby umístěné v tabulce základní části na 11.–13. místě hrají tři utkání na domácím stadionu, kluby umístěné v tabulce základní části na 14.–16. místě hrají dvě utkání na domácím stadionu. Klubům zůstává celkový počet dosažených bodů v základní části. Poslední tým Karviné sestoupil přímo do následujícího ročníku nižší ligy, Teplice a Bohemians Praha hrály baráž o udržení s druhým a třetím celkem FNL.

Tabulka nadstavbové části – skupina o záchranu
| Poř. | Tým                  | Z  | V | R  | P  | VG | OG | B  |
| ---- | -------------------- | -- | - | -- | -- | -- | -- | -- |
| 11.  | FK Pardubice         | 35 | 9 | 10 | 16 | 42 | 68 | 37 |
| 12.  | FC Fastav Zlín       | 35 | 9 | 9  | 17 | 43 | 60 | 36 |
| 13.  | FK Jablonec          | 35 | 6 | 16 | 13 | 27 | 48 | 34 |
| 14.  | Bohemians Praha 1905 | 35 | 8 | 10 | 17 | 45 | 61 | 34 |
| 15.  | FK Teplice           | 35 | 8 | 5  | 22 | 33 | 59 | 29 |
| 16.  | MFK Karviná          | 35 | 3 | 10 | 22 | 33 | 63 | 19 |

|  | Přesun do baráže o udržení             |
|  | Sestup do Fortuna:Národní ligy 2022/23 |

| Křížová tabulka nadstavbové části o záchranu \| Domácí/hosté \| Pardubice \| Zlín \| Jablonec \| Bohemians \| Teplice \| Karviná \| \| ------------ \| --------- \| ---- \| -------- \| --------- \| ------- \| ------- \| \| Pardubice \| x \| 1-1 \| — \| — \| — \| 2-0 \| \| Zlín \| — \| x \| 1-1 \| 1-4 \| 3-0 \| — \| \| Jablonec \| 0-1 \| — \| x \| 1-1 \| — \| 2-0 \| \| Bohemians \| 0-1 \| — \| — \| x \| — \| 4-0 \| \| Teplice \| 0-2 \| — \| 0-1 \| 2-2 \| x \| — \| \| Karviná \| — \| 1-1 \| — \| — \| 2-2 \| x \| |           |      |          |           |         |         |
| Domácí/hosté | Pardubice | Zlín | Jablonec | Bohemians | Teplice | Karviná |
| Pardubice | x         | 1-1  | —        | —         | —       | 2-0     |
| Zlín | —         | x    | 1-1      | 1-4       | 3-0     | —       |
| Jablonec | 0-1       | —    | x        | 1-1       | —       | 2-0     |
| Bohemians | 0-1       | —    | —        | x         | —       | 4-0     |
| Teplice | 0-2       | —    | 0-1      | 2-2       | x       | —       |
| Karviná | —         | 1-1  | —        | —         | 2-2     | x       |

### Baráž o Fortuna ligu 2022/23
Baráži o udržení v následujícím ročníku nejvyšší české fotbalové ligy se hrála mezi dvěma dvojicemi týmů po dvou zápasech, přičemž každý tým hrál jeden zápas doma a druhý venku. Patnácté FK Teplice se utkaly s celkem FC Sellier & Bellot Vlašim, který skončil souběžně hraný ročník FNL na druhém místě. Čtrnácté mužstvo Bohemians Praha 1905 se utkalo s třetím celkem nižší soutěže, a to SFC Opava.
Oba prvoligové kluby své dvojzápasy vyhrály a uhájily tak svou příslušnost i pro další ročník. Jediným nováčkem soutěže se tak v následující sezoně stal tehdejší vítěz FNL FC Zbrojovka Brno.
| Domácí v 1. zápase | Celkem | Hosté v 1. zápase          | 1. zápas | 2. zápas |
| ------------------ | ------ | -------------------------- | -------- | -------- |
| SFC Opava          | 0–3    | Bohemians Praha 1905       | 0–1      | 0–2      |
| Teplice            | 5–2    | FC Sellier & Bellot Vlašim | 3–0      | 2–2      |

## Statistiky

### Hattricky
Seznam hráčů, kterým se podařilo během utkání vstřelit tři branky do soupeřovy sítě:
| Hráč           | Tým               | Datum             | Kolo | Soupeř               | Výsledek |
| -------------- | ----------------- | ----------------- | ---- | -------------------- | -------- |
| Ivan Schranz   | SK Slavia Praha   | 30. července 2021 | 2.   | FK Teplice           | 1:3      |
| Ewerton        | FK Mladá Boleslav | 26. září 2021     | 9.   | 1.FC Slovácko        | 3:5      |
| Matěj Pulkrab  | AC Sparta Praha   | 12. prosince 2021 | 18.  | Bohemians Praha 1905 | 5:1      |
| Václav Jurečka | 1.FC Slovácko     | 30. dubna 2022    | 32.  | FC Baník Ostrava     | 3:1      |

### Čtyři góly
Seznam hráčů, kterým se podařilo během utkání vstřelit čtyři branky do soupeřovy sítě:
| Hráč         | Tým                  | Datum           | Kolo | Soupeř      | Výsledek |
| ------------ | -------------------- | --------------- | ---- | ----------- | -------- |
| David Puškáč | Bohemians Praha 1905 | 14. května 2022 | 35.  | MFK Karviná | 4:0      |

## Rozhodčí

#### Hlavní
Všichni mimo polských rozhodčích 
- Jana Adámková
- Tomáš Batík
- Ondřej Berka
- Ondřej Cieslar
- Dalibor Černý
- Pavel Franěk
- Bartosz Frankowski
- Ondřej Ginzel
- Petr Hocek
- Karel Hrubeš
- Pavel Julínek
- Tomáš Klíma
- Josef Krejsa
- Michal Křepský
- Jan Machálek
- Szymon Marciniak
- Lukáš Nehasil
- Pavel Orel
- Ondřej Pechanec
- Jan Petřík
- Zbyněk Proske
- Paweł Raczkowski
- Marek Radina
- Dominik Starý
- Ladislav Szikszay
- Miroslav Zelinka

#### Pomezní
Všichni mimo polských rozhodčích 
- Petr Antoníček
- Zdeněk Arnošt
- Marcin Boniek
- Jakub Bureš
- Petr Caletka
- Alexander Černoevič
- Zdeněk Dobrovolný
- Jan Dohnálek
- Radim Dresler
- Kamil Hájek
- Adam Horák
- Jakub Hrabovský
- Jan Hurych
- Radek Kotík
- Petr Kotalík
- Jiří Kříž
- Jaroslav Kubr
- Adam Kupsik
- Lukáš Lakomý
- Martin Leška
- Petr Líkař
- Lukáš Machač
- Lukáš Matoušek
- Vít Melichar
- Karel Mikeska
- Tomáš Mokrusch
- Ivo Nádvorník
- Michal Novák
- Michał Obukowicz
- Jan Paták
- Jiří Pečenka
- Michal Pfeifer
- Marek Podaný
- Stanislav Pochylý
- Jaroslav Poživil
- Lucie Ratajová
- Radosław Siejka
- Lukáš Slavíček
- Jakub Šimáček
- Jan Váňa
- Matěj Vlček
- Dan Vodrážka
- Michal Volf
- Jakub Winkler
- David Žurovec

## Soupisky
Poznámka: Za jménem brankáře uváděno (počet zápasů/udržená čistá konta/inkasované góly), u hráčů v poli (počet zápasů/počet gólů). Uvedeni pouze hráči, kteří alespoň jednou zasáhli do hry.

### Bohemians Praha 1905
Hugo Jan Bačkovský (11/1/26),
Patrik Le Giang (8/1/18),
Roman Valeš (4/1/4) –
David Bartek (17/0),
Jan Bederka (16/0),
Michal Beran (3/0),
Martin Dostál (22/2),
Jakub Fulnek (13/0),
Dominik Hašek (2/0),
Petr Hronek (22/3),
Jan Chramosta (14/5),
Josef Jindřišek (14/0),
Ibrahim Keita (16/2),
Matěj Koubek (18/2),
Jan Kovařík (15/1),
Daniel Köstl (22/2),
Daniel Krch (9/1),
Antonín Křapka (1/0),
Roman Květ (22/1),
Vladislav Ljovin (16/0),
Daniel Mareček (1/0),
Jevgenij Nazarov (1/0),
Tomáš Necid (17/2),
Vojtěch Novák (13/0),
Martin Nový (10/0),
Ondřej Petrák (3/0),
David Puškáč (18/6),
Michael Ugwu (4/0),
Kamil Vacek (8/0),
Denis Vala (2/0),
Antonín Vaníček (2/0),
Jan Vondra (18/0).
Trenér Luděk Klusáček

### SK Dynamo České Budějovice
Dávid Šípoš (3/1/3),
Vojtěch Vorel (20/3/32) –
Fortune Bassey (19/9),
Patrik Brandner (15/1),
Patrik Čavoš (17/1),
Benjamin Čolić (15/1),
Daniel Hais (2/0),
Lukáš Havel (15/1),
Patrik Hellebrand (17/0),
Jakub Hora (20/2),
Petr Javorek (9/0),
Ishaku Konda (1/0),
Martin Králik (22/1),
Ondřej Mihálik (21/3),
Matej Mršić (21/2),
Pavel Novák (12/0),
Lukáš Skovajsa (9/0),
Martin Sladký (17/1),
Michal Škoda (23/3),
Maksym Talovjerov (14/0),
Emmanuel Tolno (7/1),
Jonáš Vais (9/0),
Matěj Valenta (13/1),
Mick van Buren (16/3).
Trenér David Horejš

### FC Hradec Králové
Vilém Fendrich (21/6/27),
Patrik Vízek (4/0/7) –
František Čech (13/0),
David Doležal (1/0),
Denis Donát (10/0),
Pavel Dvořák (17/5),
Štěpán Harazim (9/0),
Jiří Kateřiňák (8/1),
Jakub Klíma (18/0),
Petr Kodeš (18/0),
Jan Král (20/3),
Filip Kubala (19/1),
Jakub Kučera (4/0),
Michael Leibl (9/0),
Jan Mejdr (22/0),
Filip Novotný (17/0),
Erik Prekop (19/0),
Jakub Rada (22/7),
Jakub Rezek (2/0),
Petr Rybička (3/1),
Dominik Soukeník (14/0),
Otto Urma (13/0),
Daniel Vašulín (22/2),
Adam Vlkanova (23/5),
Jan Záviška (2/0).
Trenér Miroslav Koubek

### FK Jablonec
Jan Hanuš (21/4/34),
Vlastimil Hrubý (1/0/0),
Tomáš Vajner (1/0/2) –
Torfiq Ali-Abubakar (3/0),
Michal Černák (3/1),
Tomáš Čvančara (14/5),
Martin Doležal (17/2),
Patrik Haitl (1/0),
Libor Holík (18/0),
David Houska (18/1),
Tomáš Hübschman (14/1),
Dāvis Ikaunieks (1/0),
Václav Kadlec (3/0),
Miloš Kratochvíl (19/2),
Jan Krob (16/0),
Vojtěch Kubista (21/0),
Tomáš Malínský (19/2),
Jakub Martinec (15/0),
Martin Nešpor (8/0),
David Nykrín (1/0),
Václav Pilař (18/3),
Dominik Pleštil (14/0),
Jakub Považanec (21/0),
Jan Silný (3/0),
Tomáš Smejkal (12/0),
Michal Surzyn (14/0),
David Štěpánek (7/0),
Antonín Vaníček (12/0),
Jaroslav Zelený (21/0).
Trenér Petr Rada

### MFK Karviná
Pavol Bajza (4/1/4),
Petr Bolek (13/0/24),
Jiří Ciupa (2/0/3),
Vladimír Neuman (5/0/9) –
Daniel Bartl (5/0),
Lukáš Bartošák (22/2),
Petr Buchta (20/1),
Lukáš Čmelík (14/2),
Soufiane Dramé (10/0),
Rafiu Adekunle Durosinmi (12/1),
Lukáš Holík (4/0),
Ondřej Chvěja (1/0),
Adam Jánoš (3/0),
Matěj Jurásek (7/0),
Tomáš Jursa (1/0),
Daviti Kobouri (3/0),
Antonín Křapka (17/1),
Radek Látal (4/0),
Jean Mangabeira da Silva (10/0),
Rajmund Mikuš (12/0),
Modou N'Diaye (1/0),
Aleš Nešický (15/0),
Michal Papadopulos (20/4),
Kristi Qose (22/1),
Eduardo Santos (17/1),
Vlasij Sinjavskij (20/2),
Daniel Stropek (16/0),
Antonín Svoboda (16/1),
Eldar Šehić (18/0),
Martin Šindelář (10/0),
Rafael Tavares (4/0),
Marco Túlio (13/2),
Filip Zorvan (4/1),
Kacper Zych (7/1).
Trenér Jozef Weber (1.–10. kolo),
Bohumil Páník (od 11. kola)

### FC Slovan Liberec
Milan Knobloch (22/4/31) –
Denis Alijagić (2/0),
Michal Faško (15/0),
Christian Frýdek (16/2),
Michal Fukala (14/0),
Theodor Gebre Selassie (20/0),
Dominik Gembický (7/0),
Filip Havelka (15/0),
Abdalláh Júsuf Hilál (11/3),
Matěj Chaluš (18/1),
Martin Koscelník (18/0),
Justen Kranthove (1/0),
Ondřej Lehoczki (3/0),
Jan Matoušek (17/3),
Karol Mészáros (13/1),
Kristian Michal (2/0),
Jan Mikula (22/0),
Jakub Nečas (11/0),
Ondřej Novotný (1/0),
Dominik Plechatý (15/0),
Marios Pourzitidis (19/0),
Michael Rabušic (19/3),
Imad Rondić (21/3),
Miroslav Stoch (8/1),
Lukáš Štetina (1/0),
Christ Tiéhi (14/0),
Ľubomír Tupta (16/4),
Denis Višinský (1/0).
Trenér Pavel Hoftych (1.–5. kolo),
Miroslav Holeňák (6. kolo),
Luboš Kozel (od 7. kola)

### FK Mladá Boleslav
Pavel Halouska (4/0/11),
Jan Šeda (19/5/27) –
Samuel Dancák (20/1),
David Douděra (22/3),
Ewerton (23/9),
Daniel Fila (20/4),
Michal Hlavatý (16/3),
Filip Horský (2/0),
David Jurásek (15/1),
Václav Kadlec (2/0),
Ondřej Karafiát (18/1),
Tomáš Ladra (22/1),
Dominik Mašek (5/0),
Lukáš Mašek (16/0),
Marek Matějovský (19/2),
Ladislav Mužík (6/0),
David Pech (3/0),
David Píchal (1/0),
Dominik Plechatý (3/0),
Dominik Preisler (15/0),
Martin Rolinek (2/0),
Jiří Skalák (15/3),
Martin Sladký (1/0),
Vojtěch Smrž (17/0),
Vojtěch Stránský (9/1),
Marek Suchý (22/0),
David Šimek (5/0),
Milan Škoda (19/6),
Ondřej Zahustel (1/0).
Trenér Karel Jarolím (1.–22. kolo),
{{Pavel Hoftych (od 23. kola)}}

### SK Sigma Olomouc
Matúš Macík (18/5/25),
Jan Stejskal (5/0/6) –
Vít Beneš (16/0),
Radim Breite (21/1),
Kryštof Daněk (21/2),
Pablo González (20/5),
Lukáš Greššák (8/0),
Matěj Hadaš (1/0),
Martin Hála (14/6),
Roman Hubník (10/0),
Juraj Chvátal (15/0),
Mojmír Chytil (4/1),
Václav Jemelka (16/1),
Radek Látal (6/1),
Jakub Matoušek (16/0),
Jan Navrátil (3/0),
Ricardo Piña (1/0),
Florent Poulolo (17/2),
Antonín Růsek (22/5),
Jan Sedlák (16/0),
Jiří Spáčil (8/0),
Jáchym Šíp (12/0),
Filip Uriča (3/0),
David Vaněček (6/2),
Michal Vepřek (11/1),
Tomáš Zahradníček (18/0),
Pavel Zifčák (18/3),
Ondřej Zmrzlý (22/3).
Trenér Václav Jílek

### FC Baník Ostrava
Viktor Budinský (10/1/18),
Jan Laštůvka (13/4/13) –
Ladislav Almási (22/11),
Dyjan Carlos de Azevedo (18/2),
Jiří Boula (4/0),
Lukáš Budínský (18/1),
David Buchta (18/4),
Ubong Ekpai (3/0),
Šimon Falta (4/0),
Jiří Fleišman (22/3),
Denis Granečný (3/0),
Martin Chlumecký (2/0),
Ondřej Chvěja (1/0),
Dominik Janošek (1/0),
Petr Jaroň (2/0),
Adam Jánoš (6/0),
Jan Juroška (11/0),
Filip Kaloč (23/1),
Jiří Klíma (22/7),
Arťom Koncevoj (2/0),
Nemanja Kuzmanović (21/7),
David Lischka (20/3),
Gigli Ndefe (23/0),
Jakub Pokorný (11/2),
Roman Potočný (15/0),
Yira Sor (16/3),
Jaroslav Svozil (21/0),
Matěj Šín (1/0),
Daniel Tetour (17/4).
Trenér Ondřej Smetana

### FK Pardubice
Marek Boháč (8/1/20),
Jiří Letáček (8/2/15),
Jakub Markovič (6/1/10) –
Nana Akosah-Bempah (1/0),
Michal Beran (12/0),
Cadu (21/3),
Tomáš Čelůstka (18/0),
Pavel Černý (18/2),
Lukáš Červ (15/1),
Filip Čihák (16/0),
Ladislav Dufek (1/0),
Jan Halász (5/0),
Robin Hranáč (2/0),
David Huf (20/1),
Mojmír Chytil (16/4),
Jan Jeřábek (17/0),
Dominik Kostka (21/2),
Sang-Hyeok Lee (4/0),
Adam Lupač (16/0),
Lukáš Matějka (11/2),
Vojtěch Patrák (2/0),
Karel Pojezný (2/0),
Jan Prosek (3/0),
Junior Ramos (2/0),
Ameer Rayan (2/0),
Jakub Rezek (2/0),
Jiří Sláma (7/0),
Tomáš Solil (13/2),
Martin Šejvl (6/1),
Samuel Šimek (8/0),
Emil Tischler (22/4),
Martin Toml (21/1),
Kamil Vacek (3/0),
Matěj Vít (2/0).
Trenéři Jiří Krejčí a Jaroslav Novotný

### FC Viktoria Plzeň
Aleš Hruška (6/2/5),
Marián Tvrdoň (1/0/0),
Jindřich Staněk (17/9/10) –
Adriel Ba Loua (4/0),
Jean-David Beauguel (21/10),
Jakub Brabec (6/0),
Pavel Bucha (21/2),
Aleš Čermák (15/0),
Šimon Falta (6/0),
Milan Havel (20/3),
Lukáš Hejda (18/4),
Michal Hlavatý (2/0),
Libor Holík (2/0),
Matěj Hybš (8/0),
Tomáš Chorý (22/4),
Dominik Janošek (14/0),
Lukáš Kalvach (15/0),
Filip Kaša (15/1),
Joel Kayamba (14/1),
Miroslav Káčer (11/0),
Jan Kopic (16/4),
Jhon Mosquera (21/5),
Modou N'Diaye (3/0),
Luděk Pernica (14/1),
Roman Potočný (2/0),
Radim Řezník (16/4),
Jan Sýkora (18/3),
Pavel Šulc (21/1),
Matej Trusa (1/0).
Trenér Michal Bílek

### SK Slavia Praha
Ondřej Kolář (8/4/7),
Aleš Mandous (15/8/9) –
Alexander Bah (18/3),
Jan Bořil (5/0),
Oscar Dorley (17/1),
Ubong Ekpai (12/1),
Daniel Fila (2/0),
Tomáš Holeš (17/2),
Filip Horský (1/0),
Jakub Hromada (13/1),
David Jurásek (2/0),
Taras Kačaraba (17/1),
Michael Krmenčík (14/4),
Jan Kuchta (16/9),
Ondřej Kúdela (4/1),
Ondřej Lingr (20/10),
Mads Emil Madsen (11/0),
Lukáš Masopust (16/0),
Petar Musa (2/0),
Peter Olayinka (16/5),
Aiham Ousou (17/1),
Srđan Plavšić (13/0),
Daniel Samek (16/3),
Ivan Schranz (20/7),
Abdallah Sima (3/0),
Yira Sor (1/0),
Nicolae Stanciu (16/3),
Petr Ševčík (11/0),
Laco Takács (2/0),
Maksym Talovjerov (3/0),
Stanislav Tecl (10/4),
Ibrahim Traoré (18/2),
Mick van Buren (2/0),
David Zima (4/0).
Trenér Jindřich Trpišovský

### 1. FC Slovácko
Pavol Bajza (1/1/0),
Tomáš Fryšták (3/1/1),
Filip Nguyen (20/6/23) –
Rigino Cicilia (13/3),
Vlastimil Daníček (18/1),
Josef Divíšek (6/0),
Marek Havlík (22/1),
Stanislav Hofmann (19/2),
Daniel Holzer (21/3),
Václav Jurečka (23/12),
Pavel Juroška (1/0),
Michal Kadlec (23/0),
Jan Kalabiška (22/4),
Michal Kohút (20/2),
Vladislav Ljovin (4/0),
Daniel Mareček (8/1),
Jan Navrátil (15/0),
Milan Petržela (22/4),
Petr Reinberk (21/3),
Lukáš Sadílek (23/2),
Ondřej Šašinka (11/1),
Patrik Šimko (11/0),
Michal Tomič (17/0),
Filip Vecheta (11/1).
Trenér Martin Svědík

### AC Sparta Praha
Dominik Holec (7/3/5),
Florin Niță (15/6/19) –
Ondřej Čelůstka (8/1),
Tomáš Čvančara (2/1),
Bořek Dočkal (16/0),
Václav Drchal (4/2),
Adam Gabriel (1/0),
Dávid Hancko (19/4),
Lukáš Haraslín (16/2),
Adam Hložek (21/6),
Casper Højer Nielsen (1/0),
Lukáš Juliš (2/0),
Adam Karabec (17/2),
Ladislav Krejčí I (9/1),
Ladislav Krejčí II (10/2),
Martin Minčev (15/3),
David Moberg Karlsson (13/2),
Filip Panák (17/1),
Vojtěch Patrák (1/0),
David Pavelka (20/4),
Jakub Pešek (19/7),
Matěj Polidar (10/1),
Matěj Pulkrab (14/7),
Michal Sáček (19/0),
Filip Souček (12/1),
Lukáš Štetina (6/0),
Andreas Vindheim (6/0),
Martin Vitík (4/0),
Tomáš Wiesner (22/1).
Trenér Pavel Vrba

### FK Teplice
Jan Čtvrtečka (7/2/13),
Tomáš Grigar (16/4/26) –
Dejan Boljević (4/0),
Vicu Bulmaga (1/0),
David Černý (14/1),
Ruben Droehnlé (1/0),
Jan Fortelný (17/4),
Karel Hasil (6/0),
Alois Hyčka (16/1),
Štěpán Chaloupek (2/0),
Martin Chlumecký (16/0),
Robert Jukl (21/0),
Jan Knapík (20/0),
Ladislav Kodad (19/1),
Štěpán Krunert (17/1),
Tomáš Kučera (5/0),
Denis Laňka (8/0),
David Ledecký (13/0),
Admir Ljevaković (1/0),
Lukáš Mareček (17/1),
Jakub Mareš (16/4),
Ondřej Mazuch (8/1),
Pavel Moulis (15/0),
Václav Prošek (3/0),
Matěj Radosta (1/0),
Jan Rezek (10/1),
Václav Sejk (3/2),
Jan Shejbal (6/1),
Ngosa Sunzu (3/0),
Matías Succar (10/1),
Josef Švanda (5/0),
Mohamed Tijani (4/0),
Daniel Trubač (19/3),
Tomáš Vondrášek (18/2),
Filip Žák (4/1).
Trenér Radim Kučera (1.–9. kolo),
Jiří Jarošík (od 10. kola)

### FC Fastav Zlín
Stanislav Dostál (4/1/7),
Matej Rakovan (18/6/29),
Ján Šiška (2/0/5) –
Libor Bobčík (2/0),
Martin Cedidla (19/2),
Cheick Conde (22/0),
Vachtang Čanturišvili (16/0),
Youba Dramé (21/1),
Antonín Fantiš (18/1),
Martin Fillo (14/1),
Marek Hlinka (16/0),
Adam Hloušek (2/0),
Lukáš Hrdlička (8/0),
Robert Hrubý (18/4),
Šimon Chwaszcz (3/0),
Jakub Janetzký (19/0),
Lamin Jawo (6/0),
Jakub Kolář (7/0),
Róbert Matejov (14/1),
Martin Nečas (12/0),
Tomáš Poznar (18/6),
Václav Procházka (19/1),
Rudolf Reiter (11/0),
Dominik Simerský (16/1),
Daniel Tkáč (22/6),
Lukáš Vraštil (20/3),
Vukadin Vukadinović (4/0).
Trenér Jan Jelínek